# Veliki Dol (Sežana)
Veliki Dol is een plaats in Slovenië en maakt deel uit van de gemeente Sežana in de NUTS-3-regio Obalnokraška. De plaats telde 126 inwoners op 1 januari 2020.